# Polyrhachis smithi
Polyrhachis smithi é uma espécie de formiga do gênero Polyrhachis, pertencente à subfamília Formicinae.